# Clark Leonard Hull
Clark Leonard Hull (1884-1952) fou un psicòleg estatunidenc cèlebre per la recerca sobre els condicionaments que influeixen en l'aprenentatge, en un enfocament dins del conductisme. Intentà mesurar científicament la motivació, quantificant els reforços positius que rep un individu en realitzar una tasca concreta. Fou també un dels primers estudiosos de la hipnosi des d'un punt de vista empíric.

## Orígens i formació
Clark Hull nasqué a Akron (Nova York) el 24 de maig del 1884. Son pare era un home de caràcter violent sense estudis; sa mare era una dona tímida del comtat de Connecticut, que es casà als 15 anys. El pare era analfabet perquè va haver de començar a treballar quan encara era un nen, i no aprengué a llegir fins que li ensenyà la seva esposa. Quan Clark Hull tenia tres o quatre anys, la família es traslladà a una granja de Michigan. Allà, ell i el seu germà menut, Wayne, haurien de participar en les feines manuals de manteniment i de subsistència.
Hull estudià en una petita escola unitària, a la vila de Sickels, però sovint s'hagué de saltar algunes classes perquè havia d'ajudar a la granja. Des de jove, trobà més facilitat per les matemàtiques que per la gramàtica. Als 11 o 12 anys el un grup religiós anomenat Els croats cristians el pressionaren per unir-se a la secta, experiència que el faria replanteja-se la seva identitat religiosa i, finalment renunciar a les religions en general. Als 17, superà l'examen per poder treballar com a mestre i començà a fer-ho a la mateixa petita escola on havia estudiat. Però seguia tenint ànsia per aprendre i es matriculà en un institut al comtat de Saginaw, mentre compartia pis amb l'inspector d'aquella zona educativa i li pagava el lloguer a canvi de fer-se'n càrrec de les feines domèstiques. Quan l'inspector sabé que Hull era ateu, va estar a punt de fer-lo fora, però la seva esposa li ho va fer repensar. En acabar el batxillerat, Hull marxà d'aquella casa però mantindria contacte amistós amb l'inspector durant tota la seva vida.
Després es matriculà en ‘’Alma Academy’’, on continuà destacant en matemàtiques, especialment en geometria. Les relacions geomètriques l'inspiraren a pensar en com la ment pot crear noves connexions basada en allò que ja coneix. En aquesta època llegí a Baruch Spinoza, al qual admirà tot i que finalment discrepà amb les seves idees. Quan ja estava a punt de graduar-se assistí a un banquet en què el menjar estava contaminat i hi va emmalaltir de tifus. Molts van morir i Clark gairebé no ho supera. Com a conseqüència de les febres va patir amnèsia i un empitjorament general de la memòria pel que fa als noms, que perdurà al llarg de la seva vida. A mesura que la seva salut millorava, Clark decidí tornar a ‘’Alma College’’, amb la intenció d'acabar els estudis en què estava matriculat i continuar en una altra institució per fer-se enginyer de mines.
Dos anys després, Clark Hull es traslladà a Hibbing (Minnesota) per començar com a aprenent d'enginyer de mines. Als dos mesos va contraure la polio, que el paralitzà d'una cama i l'obligà a tornar a la llar paterna per recuperar-se durant un any. Això el feu a repensar-se la seva carrera professional i es plantejà fer-se ministre unitari, per ser aquesta una branca cristiana que dona molta importància als sermons referenciats amb cites de filòsofs i teòlegs. Finalment la idea no acabà quallant i el seu amor per la filosofia el portà cap a la psicologia. Li resultà inspiradora la lectura de ‘’Els principis de la psicologia’’ de William James, però també llegí le obres de John Broadus Watson i Ivan Pàvlov. Durant la convalescència també perdé agudesa visual i llavors la seva mare li llegia en veu alta. En recuperar-se decidí donar classes en la mateixa escola rural on ja havia treballar, però que ara s'havia ampliat i constava de dues aules. Hi romangué dos cursos, després es casà amb Bertha Iutzi i tots dos marxaren a Michigan per anar a la universitat. Allà es graduà i començà a treballar com a professor a Kentucky, un any després marxà a la Universitat de Wisconsin per col·laborar amb Joseph Jastrow. Paral·lelament buscà temps per investigar sobre '’evolució dels conceptes, cosa que plasmaria en el seu treball "Aspectes quantitatius de l'evolució dels conceptes."

## Carrera professional
El 1929 es traslladà a la Universitat Yale on romandria fins al final de la seva carrera. S'encarregà de dissenyar i efectuar tests per determinar la vocació i aptituds dels alumnes. També dirigí una investigació per construir una màquina que realitzés la correlació de dades automàticament. Mentre donava classe d'un curs introductori per a metges, s'adonà de la importància que podien tenir la suggestió i la hipnosi com a camp d'estudi i s'hi dedicà durant els següents anys. El 1933 publicà un llibre que resumia deu anys de recerca sobre aquest tema. Hull desitjava poder donar classe sobre la suggestió i la hipnosi, que ell considerava els fonaments de la psicologia i el 1929 li arribà l'oportunitat de traslladar-se a Yale, on fou contractat com a professor investigador del departament de psicologia. L'any següent ja havia arribat a algunes conclusions: la primera que la psicologia és una veritable ciència; la segona que les seves lleis primàries es poden expressar quantitativament mitjançant unes poques equacions i que tota conducta complexa o simple pot ser expressada mitjançant lleis secundàries; la tercera era que les lleis primàries de la conducta (basada en condicionaments) es pot deduir com a lleis quantitatives de la mateixa equació primària. Altres psicòlegs s'uniren al seu enfocament (Neal E. Miller, John Dollard, O.H Mower), treballaren per entendre el subjacent reflex condicionat i com unir això a la teoria de Sigmund Freud. De tot plegat en sorgí un llibre que publicà amb el títol de Principis del comportament'.
Morí el 10 de maig del 1952 a New Haven (Connecticut).

## Tests d'aptituds
A Wisconsin sorgí la seva insatisfacció envers els tests que es feien servir, els quals trobava mancats de procediment i validesa. En el seu llibre Tests aptitudinals (1928), els analitzava i en criticava la validesa mitjançant oferint una puntuació de més a menys fiabilitat, a més presentava el seu propi test, que anomenà Wisconsin Lathe Test. També creà la màquina que els corregia i que produïa taules de correlacions amb els resultats.Al final de la seva carrera, però, es mostrà escèptic sobre el futur d'aquest camp . amb relació a aquest tema mantingué debats amb Karl Lashley, el qual defensava l'heretabilitat de la intel·ligència.

## Hipnosi
Estant a Wisconsin aplicà la hipnosi a un estudiant per ajudar-lo a resoldre els problemes que tenia, i el resultat l'engrescà a investigar sobre aquest fenomen i les seves aplicacions mèdiques.
La seva obra Hipnosi i sugestió (1933) és un estudi rigorós en què empra anàlisi experimental i estadístiques. La seva investigació demostrà d'un cop per sempre que la hipnosi no està relacionada amb el son. Fins i tot va afirmar que la hipnosi és tot el contrari a dormir, ja que descobrí que els hipnotitzats donaven respostes relacionades amb l'estat de vetlla i no amb el de letargia. Fins i tot alguns dels subjectes notaven que l'hipnotisme augmentava la seva sensibilitat i alerta. El focus de l'estudi de Hull, però, va ser examinar la veracitat de la creença popular que afirmava que la hipnosi millorava la cognició.
Hull demostrà que l'estat hipnòtic i l'estat de vetlla o d'alerta són el mateix tot i que amb algunes petites diferències, una de les quals és que el subjecte hipnotitzat és més propens a ser suggestionats. L'altra diferència significativa, segons Hull, és que en estat hipnòtic la memòria sobre fets passats funciona millor.
Hull demostrà la certesa d'algunes funcions atribuïdes clàssicament a la hipnosi, com la reducció del dolor i la aparent inhibició del record. Tanmateix, la investigació indicava que aquests efectes es podien aconseguir sense considerar la hipnosi un estat diferent, sinó més aviat el resultat de la suggestió i de la motivació, que eren el precursor de l'estudi de la hipnosi com a conducta. De manera semblant, l'augment moderat de determinades capacitats físiques i canvis en el llindar de la simulació de l'estimulació sensorial es poden induir psicològicament; la reducció dels efectes pot ser especialment dramàtica.
A Yale, el seu treball amb la hipnosi topà resistència, el departament de medicina estava amoïnat pels efectes perillosos que podia tenir i Hull abandonà la recerca en aquest tema.

## Conducta
Clark Hull trobà inspiració per crear la seva teoria, en l'obra d'Ivan Pàvlov sobre els refexes condicionats, i en el sistema descrit per John Watson, el conductisme. També l'impressionà la teoria sobre la llei de l'efecte d'Edward Thorndike. Engrescà els seus alumnes a investigar sobre el tema i alguns experiments dels què sorgí la seva teoria de l'aprenentatge, van ser ideats pels alumnes i fets en el seu laboratori.
La quantificació era una preocupació cabdal en relació al conductisme.Malgrat el seu interès en l'obra de Watson, no s'estava del tot convençut. Després d'haver assistit a algunes conferències de Kurt Koffka sobre la teoria de la gestalt, començà a plantejar-se un neoconductisme.Volia determinar les lleis de la conducta i com podien ser emprades per predir conductes futures. Pensava que es podria construir una màquina que repliqués els processos mentals dels humans.
En el seu llibre Principis del comportament, donava a conèixer la següent fórmula:

SER = SHR × D × V × K
En la qual:
SER representa el potencial d'excitació, és a dir la capacitat de l'organisme per produir resposta (r) a un estímul (s),

SHR és la força d'un hàbit, derivada dels intents de condicionament previs,

D és la força de l'impuls (impuls primari), determinada per exemple per les hores de privació d'aliment, aigua, etc.,

V és la intensitat del dinamisme d'un estímul, ja que alguns estímuls tindran més influència que altres, com ara la quantitat de llum,

K és l'incentiu, com d'atractiu és el resultat de l'acció.
Gradualment n'afegí altres factors, per explicar resultats no inclosos en l'anterior i finalment l'equació quedà així:

SER = V x D x K x J x SHR - IR - SIR - SOR - SIR
De manera que IR representa la inhibició de la reacció, una inhibició causada per la pràctica contínua d'una conducta que desapareix amb el temps,
SIR és la inhibició condicionada, això és, la inhibició causada per la pràctica contínua d'una conducta que no desapareix amb el temps.
SLR és el llindar de reacció, la mínima quantitat de reforç que produirà un aprenentatge.
La intenció original de Hull era fer una trilogia de llibres sobre el comportament, per explicar la conducta a nivell cognitiu i social, però en comptes d'això decidí revisar contínuament la fórmula, per explicar totes les excepcions que anaven sorgint.
Posà especial èmfasi en l'experimentació per fonamentar una teoria de l'aprenentatge, i explicar la natura dels hàbits.La conducta està influïda per objectius que els impulsos primaris cerquen satisfer com ara la fam, la set, el sexe i l'evitació del dolor. La teoria de la conducta, també coneguda com a teoria de l'impuls, tracta sobre un sistema de reforç i implica que en l'aprenentatge, els hàbits es creen inicialment reforçant determinades conductes. El reforç de la resposta a una conducta proporciona un efecte que satisfà una necessitat. En altres paraules, la satisfacció de necessitats ajuda a crear hàbits de comportament. Concretament, la teoria de Hull planteja que els comportaments que satisfan les necessitats, més tard descrits per Hull com a desitjos en lloc de necessitats, redueixen aquests desitjos. Va anomenar aquest concepte reducció d'impulsió o reducció d'estímul impulsor.
Altres conductistes van trobar que les teories de Hull eren massa feixugues per al seu ús pràctic, cosa que va fer que Skinner eclipsés el seu treball. Edward Chace Tolman fou un altre contemporani de Hull, la teoria del qual demostrà ser més lògica i menys complicada que la seva. Tolman va demostrar que el comportament està dirigit a objectius i no està controlat per accions i reforços aleatoris. Tolman va utilitzar experiments de laberints amb rates per demostrar que les rates poden aprendre sense reforçar i que la motivació s'entén millor en funció dels impulsos i de les expectatives cognitives. Aquesta troballa suposà un greu desafiament a gran part de la teoria de l'aprenentatge de Hull .